# Тоні Міммс
Тоні Міммс ((англ. Tony Mimms), справжнє ім'я Ентоні Резерфорд (англ. Anthony Rutherford); Глазго, нар.… — Рим, пом. 31 січня 2005) — музикант, продюсер і шотландський диригент. Міммс став одним з найвідоміших аранжувальників і продюсерів італійської поп-музики.

## Біографія
Вперше до Італії Тоні Міммс прибув в 1966 році зі своїм гуртом «The Senate».
Після розпуску «The Senate», він випустив сольний альбом в 1970 році у співпраці з французьким гуртом «I Pyrañas». У 1972 році вийшов їхній другий альбом. Потім півпрацював з італійською студією «RCA Italiana» як аранжувальник.
Тоні Міммс брав участь у створенні альбомів таких відомих італійських виконавців як: Фабріціо Де Андре, Клаудіо Бальоні, Адріано Челентано, Міна Мадзіні, Ренато Дзеро, Лоредана Берте, Альберто Радіус, Міа Мартіні, Маріо Лавецці, Іван Граціані й багато інших.
Загинув 31 січня 2005 року — був збитий машиною під час переходу вулиці.

## Дискографія

### LP(33 оберти) разом з«The Senate»
- 1969: Piper Club Dance (ARC, ALPS 11011)
- 1969: Le più belle canzoni dei Beatles & dei Rolling Stones (RCA Italiana, ALPS 10440)

### LP (33 оберти) сольні альбоми
- 1970: Tony Mimms (RCA Italiana, PSL 10454)
- 1972: S.O.S. (Enny, ENLY 55096)

### LP (45 обертів) сольні альбоми
- 1969: Midnight Cowboy/Le belle di notte (RCA Italiana, PM 3503)
- 1976: Beautiful Feelin'/Soul Connection (OK Production, 5401 002)
- 1978: Come ti vorrei amare/Il sole è alto (OK Production, 5401 009)